# ニュー・モンニケンヒュイゼ
ニュー・モンニケンヒュイゼ (Nieuw Monnikenhuize) は、オランダ, ヘルダーラント州アーネムにあったサッカースタジアム。

## 概要
SBVフィテッセのホームスタジアムとなっていた。収容人数は18,000人。
1950年、モンニケンヒュイゼに代わる新スタジアムとしてオープン。
以来、閉場する1998年までSBVフィテッセが使用していた。現在はヘルレドームへと移っている。